# Sommer-OL 1980
Sommer-OL i 1980 i Moskva blev ramt af en international boykot i hidtil uset grad. Sværvægtslande som Japan, Vesttyskland og USA blev hjemme i protest over Sovjetunionens invasion af Afghanistan.
Danmark deltog, men med sin egen form for protest over invasionen. Danmark stillede op under OL-flaget og ikke Dannebrog, og de danske guldmedaljevindere hørte den olympiske hymne i stedet for nationalmelodien.
Til trods for USA og Vesttysklands fravær var legene i mange discipliner af høj standard. 36 verdensrekorder og 73 olympiske rekorder blev sat.
Den britiske legende Sebastian Coe vandt 1500 m-løbet. Fra Danmarks side sigtede Kjeld Rasmussen efter guld i skydesport og ramte plet. Poul Richard Høj Jensen, Valdemar Bandolowski og Eirk Hansen vandt guld i soling, og Susanne Nielsson fik bronze i svømning.
Sejlsportskonkurrencerne blev afholdt i Tallinn i den Estiske Sovjetrepublik.

## Danske deltagere
- 54 mænd
- 3 kvinder

## Danske medaljer

### Guld
- Kjeld Rasmussen (Skeetskydning)
- Valdemar Bandolowski, Erik Hansen og Poul Richard Høj Jensen (Sejlsport, Soling)

### Sølv
- Peter Due og Per Kjærgaard (Sejlsport, Tornado)

### Bronze
- Hans-Henrik Ørsted (Cykling, herrernes 4 km forfølgelsesløb)
- Susanne Nielsson (Svømning, 100m bryst)

## Idrætsbegivenhederne

### Boksning
Bokseturneringen var præget af den internationale boykot af legene og særlig USA's boykot. Cuba blev den helt store nation i turneringen, da cubanske boksere vandt i alt 10 medaljer, heraf 6 af guld. Sværvægtsklassen blev for tredje gang i træk vundet af den cubanske sværvægter Teófilo Stevenson.
Fra Danmark deltog alene Michael Madsen i letsværvægt. Madsen vandt sin første kamp mod ungareren Csaba Kuzma i turneringens første runde. I kvartfinalen mødte han cubaneren Ricardo Rojas, hvor Madsen blev slået med dommerstemmerne 1-4.